# Подвидове на Canis lupus
Canis lupus е вид с описани 39 подвида включително и подвидовете на домашното куче, динго и новогвинейското динго. Видът е разпространен само в Северното полукълбо с изключение на одомашнените и вторично подивели подвидове, разпространени почти повсеместно по земното кълбо.
Таксономията на Canis lupus не е напълно уточнена и числеността и наименованията на подвидовете му непрекъснато се мени.

## Списък на подвидовете
| Подвид                    | Описан от                                   | Име                                                                                |
| ------------------------- | ------------------------------------------- | ---------------------------------------------------------------------------------- |
| Canis lupus lupus         | Linnaeus, 1758                              | Евроазиатски сив вълк                                                              |
| Canis lupus albus         | Kerr, 1792                                  | Тундров вълк, Арктически вълк, Бял вълк (обитава Финландия и източна Русия)        |
| Canis lupus alces         | Goldman, 1941                               | Вълк от полуостров Кенай (обинава полуостров Кенай, Аляска), изчезнал през 1925 г. |
| Canis lupus arabs         | Pocock, 1934                                | Арабски вълк (обитава Саудитска Арабия)                                            |
| Canis lupus arctos        | Pocock, 1935                                | Полярен вълк, Арктически вълк, Бял вълк (обитава северна Канада и Гренландия)      |
| Canis lupus baileyi       | Nelson and Goldman, 1929                    | Мексикански вълк (обитава централно Мексико и югозападните САЩ)                    |
| Canis lupus beothucus     | G. M. Allen and Barbour, 1937               | Нюфаундлендски вълк (обитава Нюфаундленд, Канада) (изчезнал)                       |
| Canis lupus bernardi      | Anderson, 1943                              | Вълк на Бернар (обитава Арктика)                                                   |
| Canis lupus campestris    | Dwigubski, 1804                             | Степен вълк (обитава Централна Азия)                                               |
| Canis lupus chanco        | Gray, 1863                                  | Тибетски вълк, Хималайски вълк, Китайски вълк                                      |
| Canis lupus columbianus   | Goldman, 1941                               | Вълк от Британска Колумбия (обитава западна Канада) (изчезнал)                     |
| Canis lupus crassodon     | Hall, 1932                                  | Вълк от остров Ванкувър (Канада)                                                   |
| Canis lupus dingo         | Meyer, 1793                                 | Динго                                                                              |
| Canis lupus hallstromi    | Troughton, 1958                             | Новогвинейско пеещо куче, Новогвинейско динго                                      |
| Canis lupus familiaris    | Linnaeus, 1758                              | Домашно куче, Куче                                                                 |
| Canis lupus floridanus    | Miller, 1912                                | Флоридски черен вълк (Флорида, САЩ) (изчезнал)                                     |
| Canis lupus fuscus        | Richardson, 1839                            | Вълк от Каскадните планини (планинска верига Каскади, Канада и САЩ)                |
| Canis lupus gregoryi      | Goldman, 1937                               |                                                                                    |
| Canis lupus griseoalbus   | Baird, 1858; syn. knightii (Anderson, 1945) | Манитобски вълк (централна Манитоба и северен Саскачеван, Канада) (изчезнал)       |
| Canis lupus hattai        | Kishida, 1931                               | Вълк от Хокайдо (Япония) (изчезнал)                                                |
| Canis lupus hodophilax    | Temminck, 1839                              | Вълк от Хоншу (Япония) (изчезнал)                                                  |
| Canis lupus hudsonicus    | Goldman, 1941                               | Вълк от залива Хъдсън, Тундров вълк (Аляска и Канада)                              |
| Canis lupus irremotus     | Goldman, 1937                               | Вълк от северните Скалисти планини (Скалисти планини, САЩ и Канада)                |
| Canis lupus labradorius   | Goldman, 1937                               | Лабрадорски вълк (северен Квебек и Лабрадор, Канада)                               |
| Canis lupus ligoni        | Goldman, 1937                               | Вълк от архипелаг Александър (Архипелаг Александър в Арктика)                      |
| Canis lupus lycaon        | Schreber, 1775                              | Североизточноамерикански дървесен вълк                                             |
| Canis lupus mackenzii     | Anderson, 1943                              | Вълк от тундрата на река Маккензи (районът около река Маккензи, Канада)            |
| Canis lupus manningi      | Anderson, 1943                              | Бафинов вълк (остров Бафин, Канада)                                                |
| Canis lupus mogollonensis | Goldman, 1937                               | Моголонски планински вълк (Моголон, Ню Мексико, югозападни САЩ) (изчезнал)         |
| Canis lupus monstrabilis  | Goldman, 1937; syn. niger (Bartram, 1791)   | Тексаски вълк (Тексас и северно Мексико) (изчезнал през 1942 г.)                   |
| Canis lupus nubilus       | Say, 1823                                   | Прериен вълк (централна Северна Америка)                                           |
| Canis lupus occidentalis  | Richardson, 1829                            | Вълк от Каскадите (Канада, САЩ)                                                    |
| Canis lupus orion         | Pocock, 1935                                |                                                                                    |
| Canis lupus pallipes      | Sykes, 1831                                 | Ирански вълк (Иран, Афганистан, Пакистан, Индия)                                   |
| Canis lupus pambasileus   | Elliot, 1905                                |                                                                                    |
| Canis lupus rufus         | Audubon and Bachman, 1851                   | Червен вълк (Вероятно хибрид, статус неизяснен)                                    |
| Canis lupus signatus      | Cabrera, 1907                               | Иберийски вълк                                                                     |
| Canis lupus tundrarum     | Miller, 1912                                | Аляски тундров вълк (североизточна Аляска, САЩ)                                    |
| Canis lupus youngi        | Goldman, 1937                               |                                                                                    |

### Оспорвано съществуване на видове и подвидове
Оспорвано е съществуването на два европейски подвида – италиански (Canis lupus italicus) и иберийски вълк (Canis lupus signatus). Двата подвида са морфологично и генетично различни от Европейския вълк.
Смята се че индийският вълк е субпопулация на иранския (Canis lupus pallipes) и е погрешно да се разглеждат като отделни подвидове. Подобно е и положението с Хималайския вълк, който е близък до Тибетския (Canis lupus laniger).
.

## Галерия
- Canis lupus arabs
- Canis lupus arctos
- Canis lupus baileyi
- Canis lupus chanco
- Canis lupus dingo
- Canis lupus familiaris
- Canis lupus hodophilax
- Canis lupus italicus
- Canis lupus lupus
- Canis lupus lycaon
- Canis lupus occidentalis
- Canis lupus signatus